# Collettore rotante

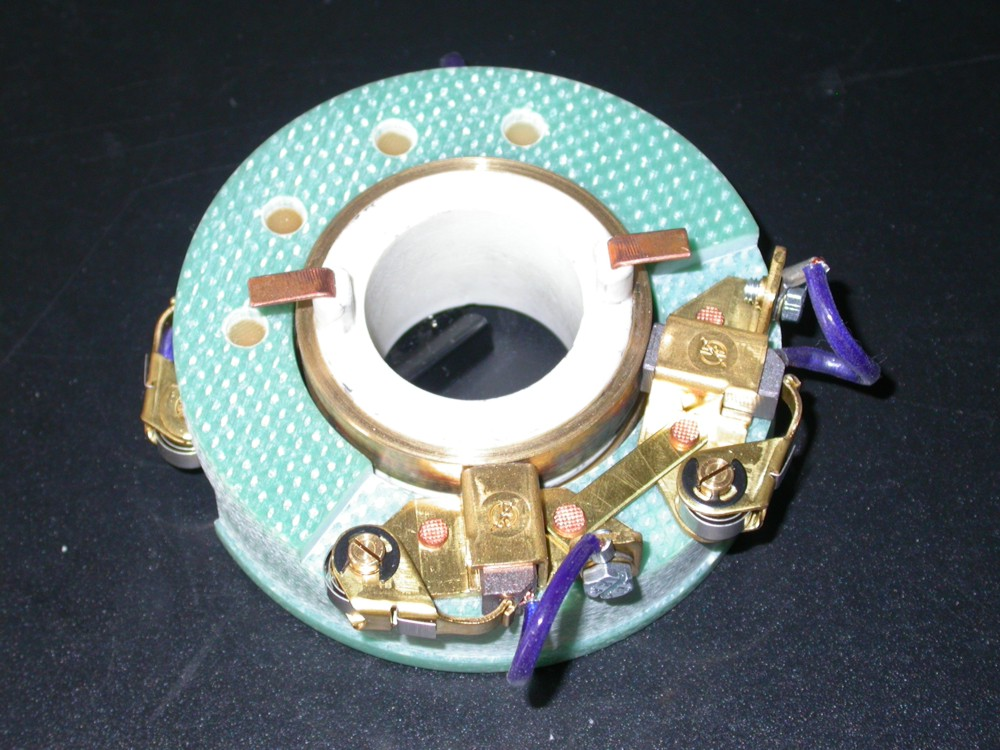
Un collettore rotante di un motore elettrico

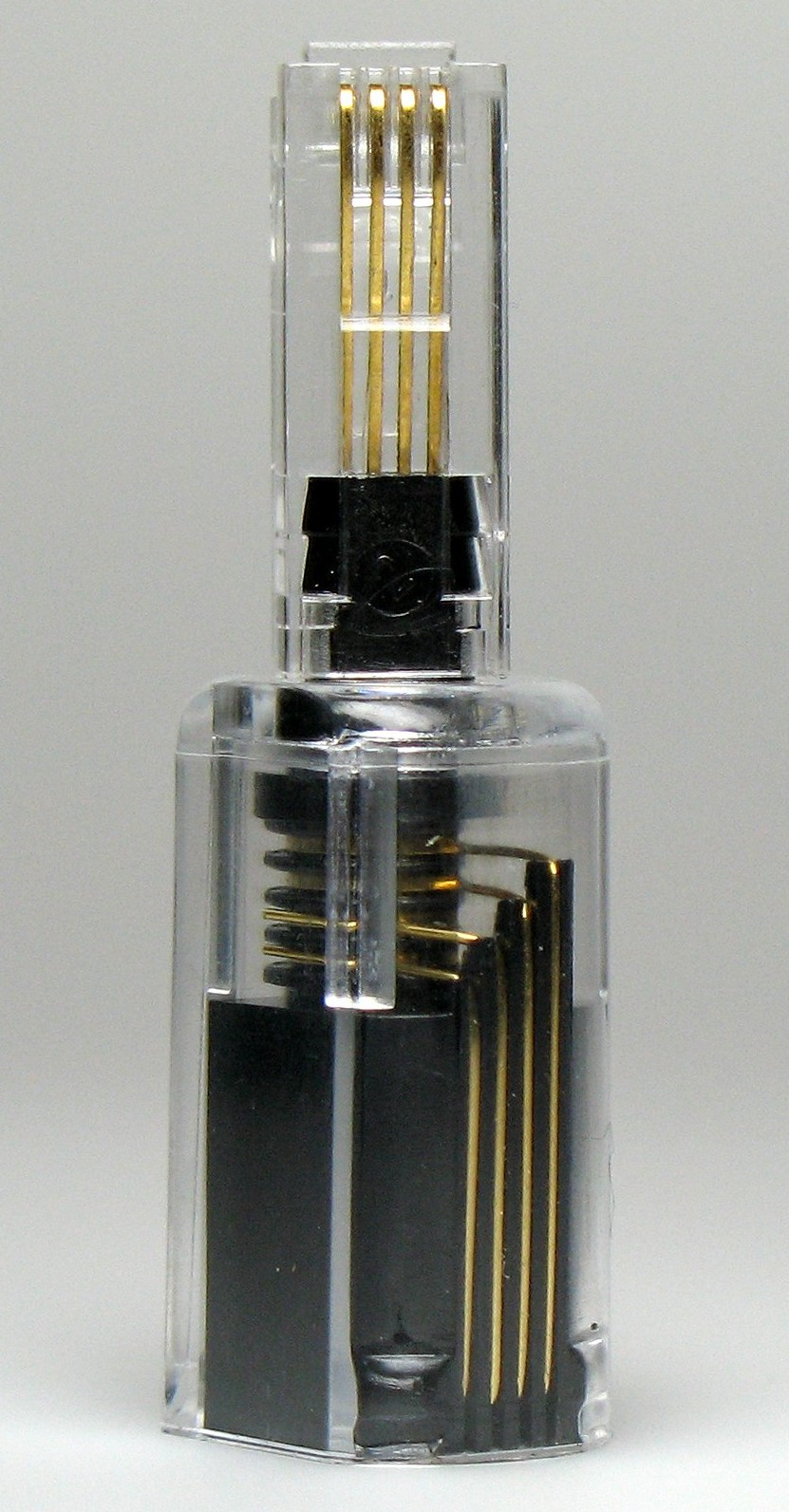
Sistema di connettore rotante di un connettore RJ, maschio sopra e femmina sotto

Il collettore rotante è un dispositivo elettromeccanico che permette la trasmissione di potenza e segnali elettrici in modo continuativo da una parte statica ad una in rotazione o viceversa. Grazie a questi dispositivi è possibile migliorare le prestazioni meccaniche, semplificare le operazioni di sistema ed eliminare problemi di danneggiamento ai cavi penzolanti da giunti mobili.
Tra i tanti nomi per individuare questo componente troviamo: slip rings, giunti rotanti elettrici, contatti striscianti o unioni rotanti.
È chiaro che questa soluzione, capace di rotazione continua, può semplificare significativamente le fasi di montaggio e assemblaggio evitando l’uso di sistemi articolati con cablaggi complessi con la possibilità di danni e fermi macchina, diminuendo drasticamente gli interventi di manutenzione.
Dipendentemente dalla tecnologia di trasmissione, i collettori rotanti sono in grado di gestire potenza, dati o entrambi in un'unica soluzione combinata; il range di potenza può variare da milliwatts a megawatts dipendentemente dalle richieste applicative e dalla configurazione; i dati possono inoltre essere digitali o analogici I/O ma anche bus di campo (fieldbus) fino a 1Gb/s.

## Tipologie di Collettori Rotanti
In conseguenza alla grande eterogeneità di impiego degli Slip Rings, negli anni si sono sviluppate diverse tecnologie di contatto che possono variare per forma e materiali.
Oggi sono disponibili 4 tipologie di contatto principali:
- Blocchi conduttivi (conductive blocks)
- Metalli liquidi (liquid metal)
- Spazzole (fibre brush)
- Wireless

### Collettori rotanti elettrici con tecnologia a blocchi conduttivi

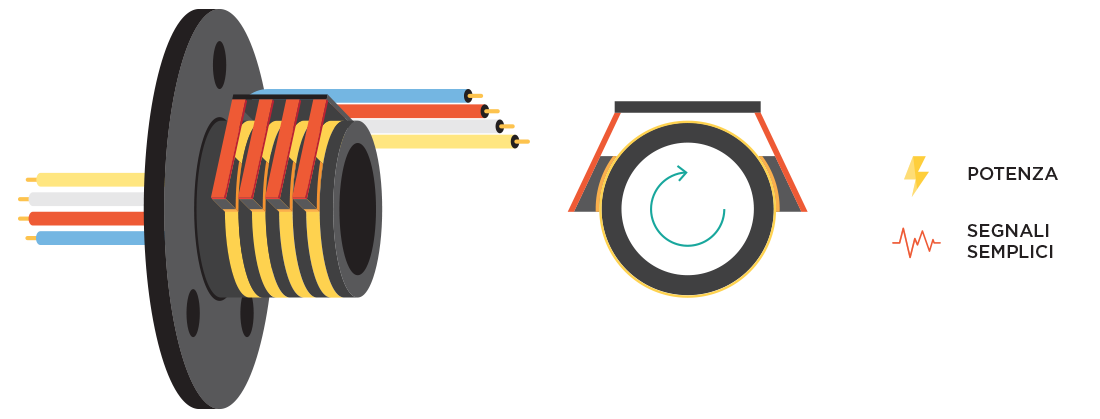
Funzionamento di un collettore rotante con tecnologia a blocchi conduttivi

I Collettori Rotanti a blocchi conduttivi (detti anche conductive blocks o carbon brush slip rings) è probabilmente la più semplice. Viene impiegata soprattutto per applicazioni a basso contenuto tecnologico, tipicamente per trasmissione di potenza o segnali semplici. Le spazzole sono composte da blocchi modellati in modo tale da entrare in contatto con gli anelli. I materiali dei blocchi variano dalla più classica grafite per la trasmissione di potenza, alle più complesse leghe in metalli preziosi per la trasmissione di segnali. Le spazzole sono tipicamente caricate tramite una molla per mantenere costante il contatto anche in caso di shock e vibrazioni e per compensare il consumo dei blocchi nel tempo. L’elevata usura di questa tecnologia porta alla necessità di manutenzione a intervalli regolari per evitare il ristagno della polvere conduttiva nello slip ring.
| Pro | Contro                                                                 |
| --- | ---------------------------------------------------------------------- |
| Elevata densità di potenza per singolo circuito                                                            | Continua manutenzione                                                  |
| Facilmente personalizzabile comprando separatamente solo spazzole e anelli costruendo la meccanica in casa | Non adatto per segnali complessi quali encoder, bus di campo, ecc.     |
| Basso costo                                                                                                | Possono presentarsi scintille tra i circuiti in presenza di polveri    |
| | Elevata variazione della resistenza dinamica (rumore)                  |
| | Le dimensioni dei circuiti di contatto sono simili a quelle di potenza |

### Collettori rotanti elettrici con tecnologia a metalli liquidi

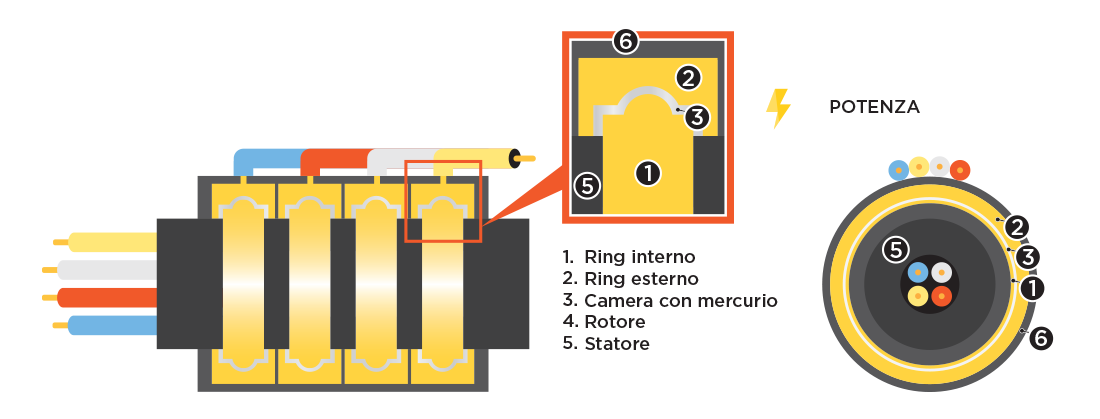
Funzionamento di un collettore rotante con tecnologia a metalli liquidi

Questa tipologia è stata la più utilizzata in passato grazie alle performance che possono essere raggiunte in dimensioni contenute. Questa tecnologia non prevede l’utilizzo di spazzole o anelli. Al loro posto è utilizzato un metallo liquido che, essendo un conduttore, garantisce la trasmissione tra la parte statica e quella in rotazione. Il metallo liquido più utilizzato è stato il mercurio, ora sostituito a volte con una lega di Gallio (Ga). Ad oggi, questa tecnologia è usata da pochi mercati per le limitazioni imposte dalla normativa ROHS sull’uso dei metalli pesanti e la loro natura tossica in caso di perdite.
| Pro                                  | Contro                                          |
| ------------------------------------ | ----------------------------------------------- |
| Circuiti ad alta densità di corrente | Limitazioni ROHS                                |
| Alta densità di corrente elettrica   | Configurazione complessa con più di 10 circuiti |
| Economici                            |                                                 |
| Non necessita manutenzione           |                                                 |

### Collettori rotanti elettrici con tecnologia a spazzole filari o multi-filari

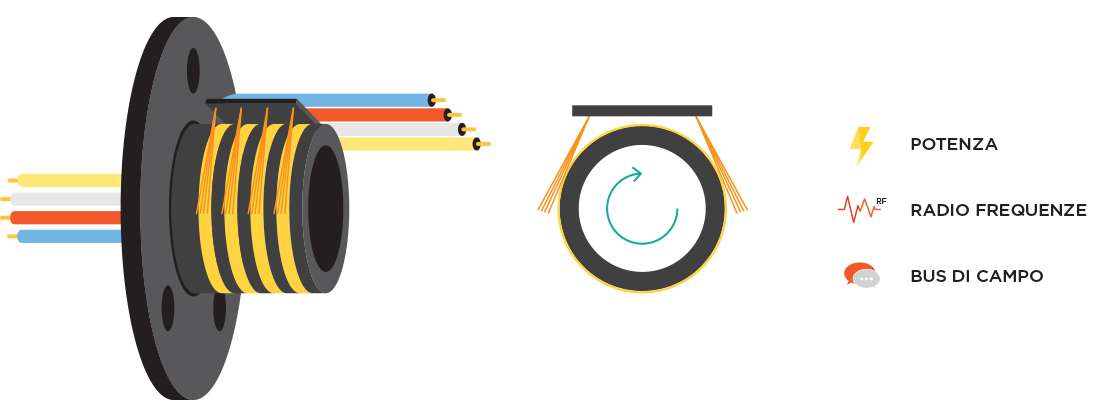
Funzionamento di un collettore rotante con tecnologia a spazzole filari

Questa tipologia è attualmente la più utilizzata per la flessibilità intrinseca di utilizzo che ne permette l’impiego in un vasto ventaglio di applicazioni dalla trasmissione di potenze elevate a quelle di segnali ad alta frequenza. Le spazzole possono essere monofilari per piccoli Slip Rings capsule (con carcassa), o multifilari per Slip Rings più grandi. La tecnologia di Slip Rings a spazzole multifilari è la più indicata in termini di qualità di contatto e durata; usura e polvere sono limitate grazie alla poca frizione tra i contatti. Le spazzole multifilari sono composte da un fascio di sottili filamenti metallici a garanzia di un contatto di qualità e usura limitata grazie all’elevato grado di flessibilità. Anche in questo caso, come per la tecnologia a blocchetti conduttivi, possono essere utilizzati diversi materiali di contatto e substrati per garantire performance migliori. Solitamente vengono utilizzate leghe di acciaio o di altri metalli poveri per la trasmissione di potenza e una lega di oro temperata è utilizzata per la trasmissione di segnali elettrici. Questa differenza d’impiego di materiali è dovuta fondamentalmente per le migliori capacità conduttive dell’oro nel tempo, in quanto non teme l’ossidazione.
| Pro                                                                  | Contro                                            |
| -------------------------------------------------------------------- | ------------------------------------------------- |
| Ottimo rapporto volume-corrente                                      | Soggetto ad usura (anche se minima)               |
| Non necessita manutenzione                                           | Prezzo superiore a quelli a blocchetti conduttivi |
| Trasmissione di segnali elettrici ad elevata frequenza fino a 10 GHz |                                                   |
| Nessuna limitazione ROHS                                             |                                                   |
| Poca variazione della resistenza dinamica (rumore)                   |                                                   |
| Nessuna scintilla / polvere                                          |                                                   |
| Sono possibili configurazioni complesse fino a centinaia di circuiti |                                                   |

### Collettori rotanti elettrici con tecnologiawirelessocontactless

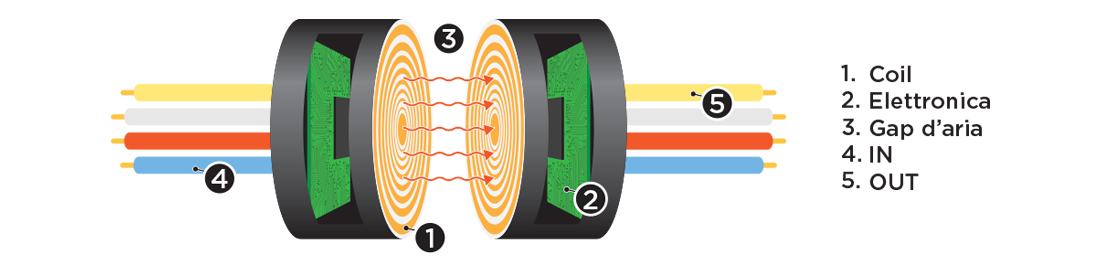
Funzionamento di un collettore rotante con tecnologia wireless

Gli Slip Ring Wireless sono una tipologia nuova sul mercato, ancora poco diffusa, che sfrutta l’accoppiamento capacitivo fra le due armature di un condensatore, o l'accoppiamento induttivo fra due bobine (o coils). Una delle due parti è rotante, l'altra è statica; fra di esse non c'è contatto meccanico e vi può essere anche interposto del materiale opportuno. Può essere trasmessa sia potenza che segnali usando correnti ad alta frequenza. L’efficienza è minore se comparata ad altre tecnologie ed è inversamente proporzionale alla distanza tra le due parti. 
I principali vantaggi offerti sono l’assenza di usura e la possibilità di avere un elevato grado di tenuta/protezione; dunque gli Slip Ring Wireless sono adatti ad applicazioni caratterizzate da elevate velocità di rotazione e difficile manutenzione. Gli svantaggi sono la bassa potenza, fino a 150 W, la bassa efficienza e la necessità di includere dell'elettronica attiva per eccitare la bobina (o, in uno Slip Ring ad accoppiamento capacitivo, caricare l'armatura inducente). La trasmissione dei fieldbus è solitamente ottenuta attraverso un modulo wifi o bluetooth integrato nell’elettronica: ogni fieldbus ha bisogno di un modulo dedicato. 
| Pro                       | Contro                                    |
| ------------------------- | ----------------------------------------- |
| Non ha usura              | Bassa potenza                             |
| Non richiede manutenzione | Bassa efficienza                          |
| Alto grado di protezione  | Elettronica attiva                        |
|                           | Limitata possibilità di personalizzazione |

## Tabella riassuntiva sulle diverse tecnologie di collettori rotanti
| Tipo               | Potenza | Segnali | Velocità | Densità di circuito | Durata | Personalizzazione | Prezzo |
| ------------------ | ------- | ------- | -------- | ------------------- | ------ | ----------------- | ------ |
| Blocchi conduttivi | + + +   | +       | + +      | +                   | +      | + + +             | + + +  |
| Metalli liquidi    | + +     | +       | + +      | + +                 | +      | +                 | + +    |
| Spazzole filari    | + +     | + + +   | + +      | + + +               | + +    | + + +             | + +    |
| Wireless           | +       | + +     | + + +    | +                   | + + +  | +                 | +      |

## Giunti rotanti a fibra ottica

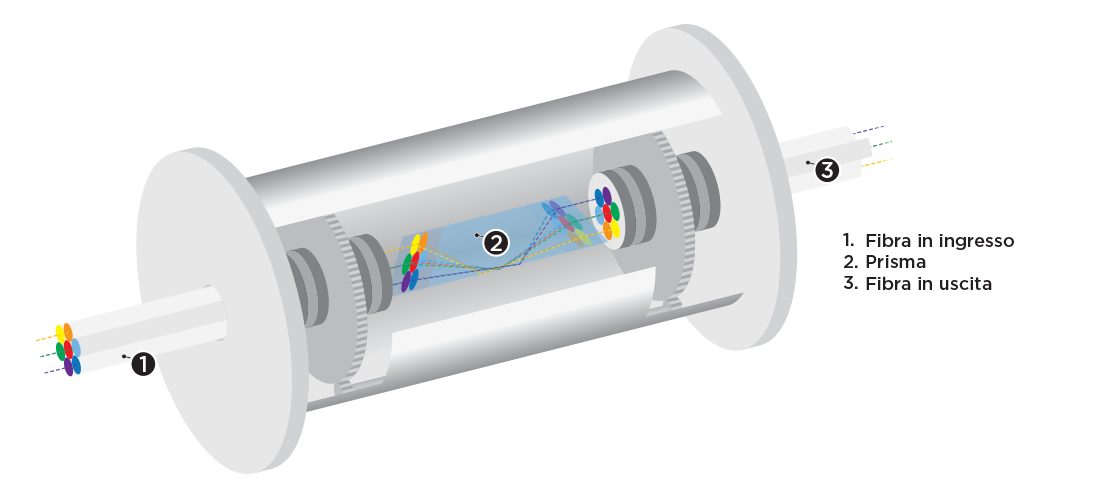
Funzionamento di un collettore rotante con tecnologia a fibra ottica

Un giunto rotante a fibra ottica è l'equivalente ottico di uno Slip Ring elettrico. Questi dispositivi permettono una rotazione continua di una o più fibre ottiche, mantenendo inalterati i segnali trasmessi lungo l'asse di trasmissione delle fibre. I FORJ sono ampiamente utilizzati nei sistemi medicali (OCTs) ed in altri diverse applicazioni dove è essenziale che le fibre ottiche non si intreccino.
Esistono centinaia di brevetti per la gestione dei FORJ a 2 o più canali ma solo alcune sono realizzabili a costi accettabili dal mercato.
I FORJ sono quindi componenti passivi con una funzione ben precisa: assicurare che la trasmissione sulla fibra ottica avvenga nel miglior modo possibile, con le minime perdite mentre una delle due estremità è in rotazione. Per valutare la qualità di un FORJ ci sono parametri fondamentali da tenere in considerazione, nella fattispecie:
- Insertion loss (IL): ovvero la perdita per inserzione. Come in tutte le linee di trasmissione, si avrà una perdita di potenza (misurata in dB) causata dall'accoppiamento dei vari materiali (fluidi di accoppiamento inclusi) o delle tolleranze meccaniche del FORJ. Come è facile immaginare, un buon FORJ ha lo scopo di minimizzare questa perdita. Il valore di IL per un FORJ di ottima fattura, si aggira attorno ad un valore di 0.5-1 dB per il singolo canale e di circa 3 dB per quelli multicanale.
- Insertion Loss Variation (wow): è la variazione di IL rispetto ad una completa rotazione del rotore del FORJ rispetto al suo statore. un buon FORJ può avere una variazione sul giro di +/- 0.25 dB. Il wow può anche essere utilizzato come parametro di diagnostica del FORJ.
- Return Loss (RL): ovvero la misura della potenza del segnale riflesso (dal FORJ alla sorgente nel caso specifico). Come i precedenti parametri, anche il RL è di fondamentale importanza; questo perché la quasi totalità dei laser sono sensibili alle riflessioni ottiche che causano al loro interno delle variazioni allo spettro di emissioni e di conseguenza dei jitter di potenza. I parametri tipici di RL per un FORJ di buona costruzione sono di circa 60 dB su fibre SM e di 40 dB su fibre MM.

Per i FORJ a singolo canale (che esso sia SM o MM), la struttura meccanica abbastanza semplice permette di avere dimensioni molto compatte, alte velocità di rotazione (tipicamente fino a 10000 RPM) ed una elevata affidabilità con un degrado delle prestazioni praticamente inesistente.
La struttura meccanica dei FORJ a più canali, invece, è assai più complicata e richiede degli allineamenti ottici che tipicamente sono eseguiti manualmente ove siano necessarie performance molto elevate. Pur non portando ad una completa mancanza di segnale, un allineamento scorretto produce degli effetti indesiderati di ordine secondario, come potrebbero essere degli IL o RL fortemente dipendenti dalla lunghezza d'onda trasmessa, alte PMD (Polarization Mode Dispertion) e problemi di Crosstalk, ovvero interferenze tra i diversi canali ottici. Tipicamente si possono accettare differenze di 0.5-1 dB sull'IL per lunghezze d'onda da 1310 nm a 1550 nm. Allo stesso modo, il PMD è la misura dell'allungamento di un impulso, dovuto alla diversa velocità di trasmissione dei modi ortogonali di polarizzazione. Il PMD non è considerato se la banda di trasmissione è inferiore a 1 Gbit/s.
Un altro parametro importante nella scelta di un FORJ è sicuramente la dimensione. Il FORJ è un componente che tipicamente viene integrato in altri dispositivi rotanti (Slip Ring, Rotary Joint a radiofrequenza, ecc.) occupando il centro del sistema rotante. La dimensione del FORJ quindi, influirà significativamente su quello che saranno le dimensioni finali del sistema finito. Un FORJ più piccolo influirà positivamente sul costo del sistema finale.
I FORJ possono anche essere utilizzati in applicazioni sottomarine, dove è necessaria una compensazione per l'aumento di pressione dovuto alla profondità. Lo stesso liquido di riempimento può essere sfruttato come liquido di lubrificazione e per corrispondere ai  coefficienti all'interfaccia rotore/statore.
| Pro                                   | Contro  |
| ------------------------------------- | ------- |
| Trasmissione affidabile senza perdite | Costoso |
| Elevata frequenza                     |         |
| Elevata velocità di rotazione         |         |
| Compatto                              |         |